# Wielka Beczka

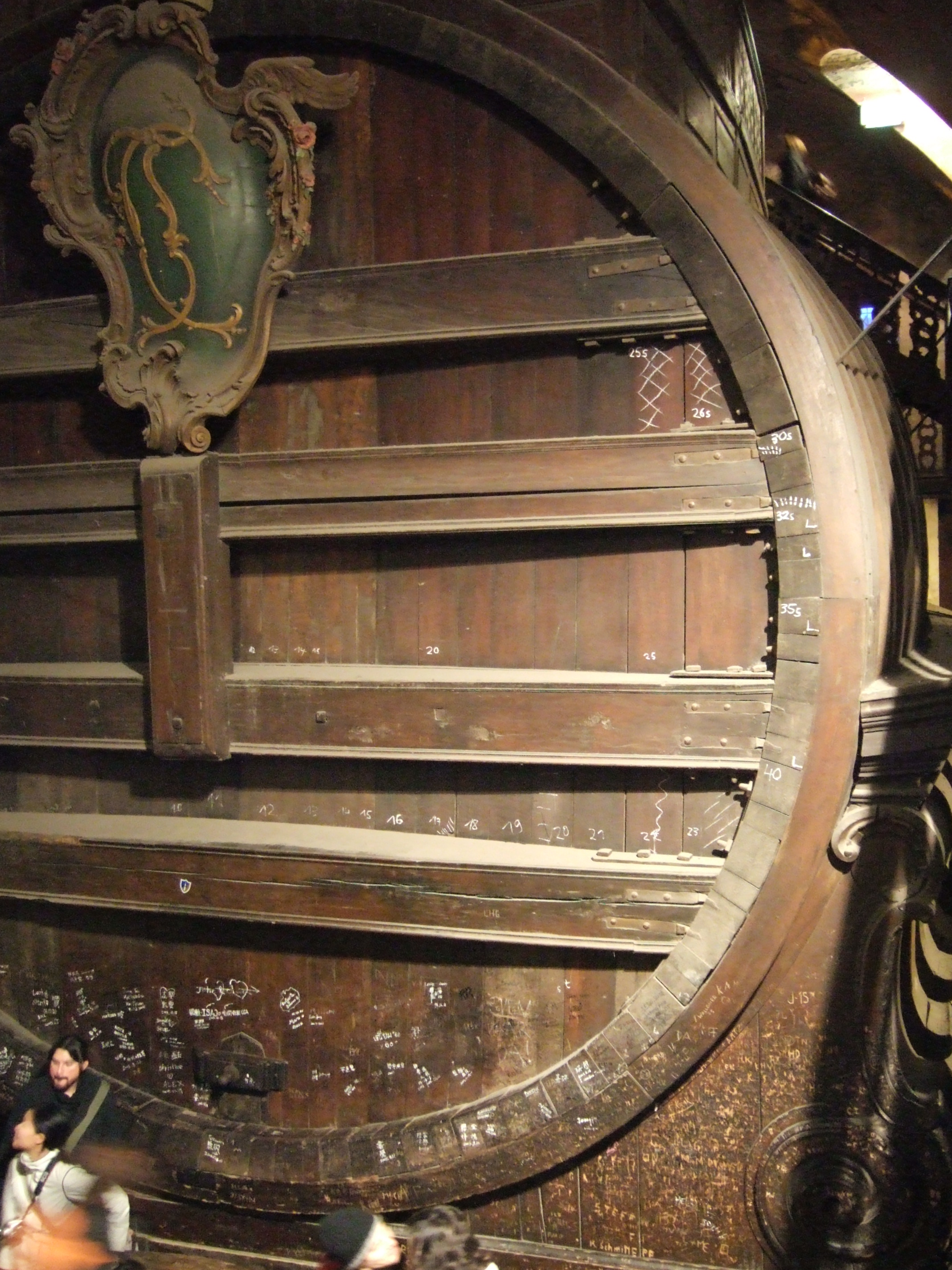
Wielka Beczka

Wielka Beczka (niem. Großes Fass), wyjątkowo dużych rozmiarów beczka wina znajdująca się w piwnicach zamku w Heidelbergu w Niemczech. Jej pojemność wynosi 221 726 litrów i zbudowana została w 1751 roku.
Do skonstruowania użytych zostało ponoć 130 dębowych drzew. Ma 7 metrów szerokości i 8,5 m długości. Na beczce zamontowana jest platforma, która dawniej służyła jako parkiet do tańca. W historii zamku zapisały się 4 olbrzymie beczki. Wielka beczka jest ostatnią z nich.

## Wielkie beczki
1. Johann-Casimir-Fass (1591) - pojemność 127 tys. l
2. Karl-Ludwig-Fass (1664) - poj. 195 tys. l
3. Karl-Philipp-Fass (1728) - poj. 202 tys. l
4. Karl-Theodor-Fass (1751) - poj. 222 tys. l